# Tobi Lakmaker
Tobi Leman Lakmaker (Amsterdam, 1994) is een Nederlands columnist en romanschrijver.

## Biografie
De ouders van Lakmaker zijn Tom van der Meer en Joosje Lakmaker en hij groeide op in Amsterdam, in de wijk Oud-Zuid. Zijn moeders grootouders van vaders kant, Leman Lakmaker en Sophia Lakmaker-Voorzanger, werden in de Tweede Wereldoorlog in concentratiekamp Auschwitz omgebracht. Joosje Lakmaker (1950-2019) schreef onder meer het boek Voorbij de Blauwbrug over haar grootvader. Tobi Lakmaker heeft een halfbroer, Daniël van der Meer, medeoprichter en uitgever van uitgeverij Das Mag. Na het Sint Ignatiusgymnasium studeerde Lakmaker korte tijd Russische taal en cultuur en literatuurwetenschap aan de Universiteit van Amsterdam (UvA). Later rondde hij een studie filosofie aan de UvA af.
Lakmaker nam deel aan het Zomerkamp van uitgeverij Das Mag, waarna de uitgever een verhaal van Lakmaker opnam in een verhalenbundel van schrijvers die nog niet eerder gepubliceerd hadden. Het werd het verhaal De geschiedenis van mijn seksualiteit in de bundel Sampler 2018, waarin ook verhalen werden opgenomen van onder anderen Sarah Arnolds, Rashif El Kaoui en Pete Wu. Adjunct-uitgever en redacteur van Das Mag Marscha Holman vertelde aan Trouw het verhaal "uitzonderlijk goed" te vinden, "verhaal, verteld met een eigen, oorspronkelijke stem met veel humor". Lakmaker publiceerde het verhaal onder zijn toenmalige voornaam Sofie. Van 2019 tot en met 2021 was Lakmaker columnist bij de Groene Amsterdammer. Van 2020 tot en met 2022 schreef hij eveneens columns voor LINDA.meiden. Sinds 2023 is hij als wekelijks columnist verbonden aan de Volkskrant.
In 2021 debuteerde Lakmaker met de autobiografische roman De geschiedenis van mijn seksualiteit bij uitgeverij Das Mag. In het boek staat de jonge Sofie centraal, die bezig is met de eigen identiteit - meisje of meer jongen, zelfbeeld en seksuele voorkeur. De titel verwijst naar het boek De geschiedenis van de seksualiteit van Michel Foucault. Het werd in meerdere talen uitgegeven. De verfilmingsrechten werden verkocht aan Man Up, het productiehuis van Halina Reijn en Carice van Houten. De geschiedenis van mijn seksualiteit werd genomineerd voor onder andere de Boekenbon Literatuurprijs, de Anton Wachterprijs, De Boon en De Bronzen Uil. Met het boek was Lakmaker de eerste winnaar van de Hans Vervoortprijs, voor proza van 'neerslachtige en toch opbeurende aard'. In NRC Handelsblad kreeg de roman in de recensie van Thomas van Veen de hoogste beoordeling: vijf stippen.
In een van zijn Volkskrant-columns (augustus 2024) schreef Lakmaker dat hij de eerste versie van de Wikipedia-pagina over zichzelf had aangemaakt.
Zijn boek De geschiedenis van mijn seksualiteit (2018) werd in maart 2025 opgenomen in de lijst met De 50 beste Nederlandstalige boeken van de 21ste eeuw van een door NRC gekozen panel van "professionele lezers".

## Persoonlijk
Lakmaker heeft een relatie met illustrator Jip van den Toorn.

## Werk
| Jaar | Titel                                                                                             | Uitgever | ISBN          | Notitie |
| ---- | ------------------------------------------------------------------------------------------------- | -------- | ------------- | --- |
| 2018 | De geschiedenis van mijn seksualiteit                                                             | Das Mag  | 9789492478627 | Verhaal in de bundel Sampler 2018                                                                                   |
| 2021 | De geschiedenis van mijn seksualiteit                                                             | Das Mag  | 9789493168640 | Roman |
| 2022 | Alle kinderen uit mijn klas moesten worden weggeknipperd, want ik wilde mijn balgevoel niet kwijt | Das Mag  | 9789493248496 | Essay in essaybundel Op de sofa: essays over therapie en het leven, samengesteld door journalist Maurits de Bruijn. |

- Bibsys: 1682592329548
- Bibliothèque nationale de France: cb179857315 (data)
- Gemeinsame Normdatei: 1247031748
- International Standard Name Identifier: 0000 0005 0549 8140
- Library of Congress Control Number: no2022014986
- Nederlandse Thesaurus van Auteursnamen: 434951161
- Virtual International Authority File: 21153409657941580649